# Jagniątków

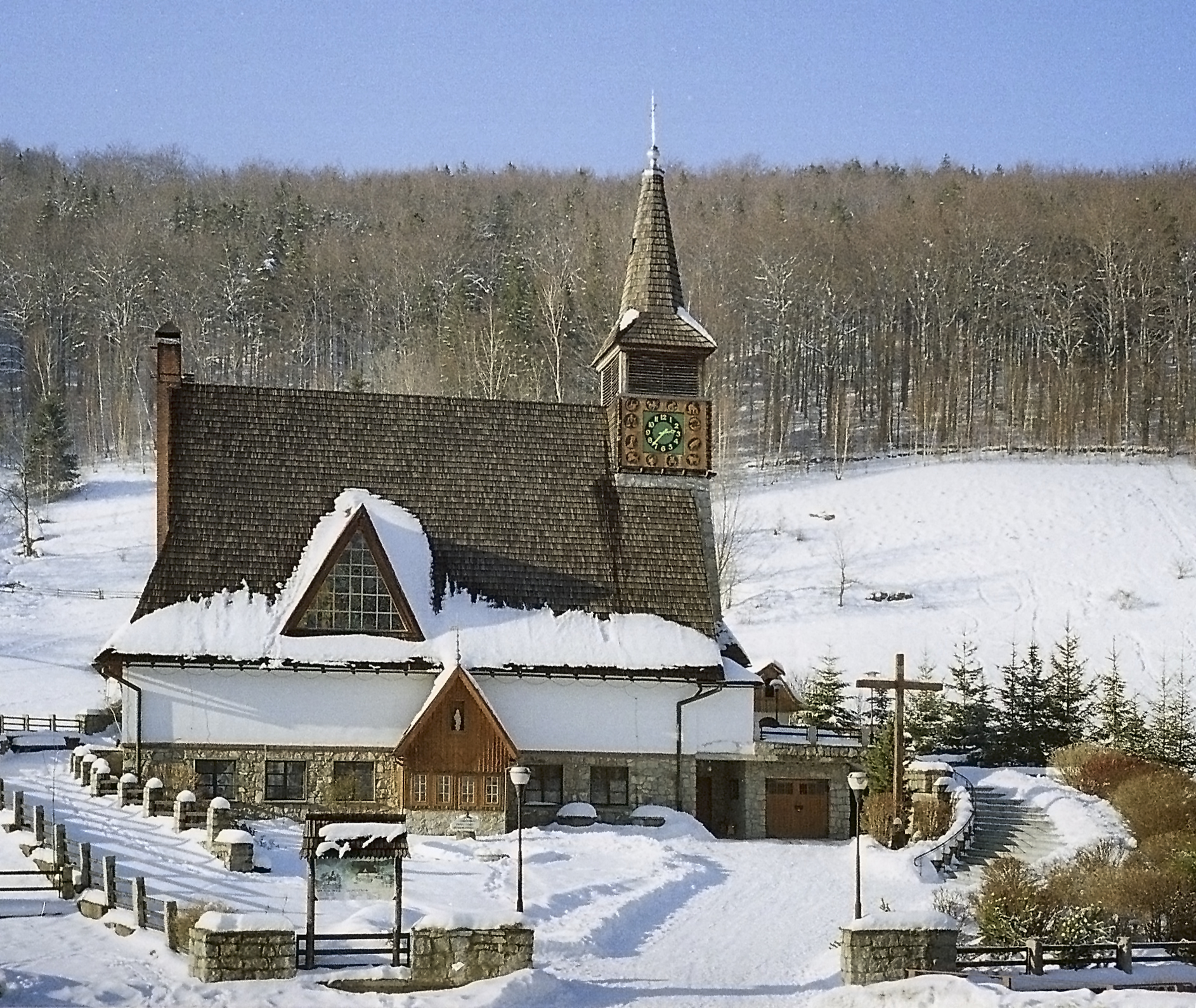
Dorfkirche

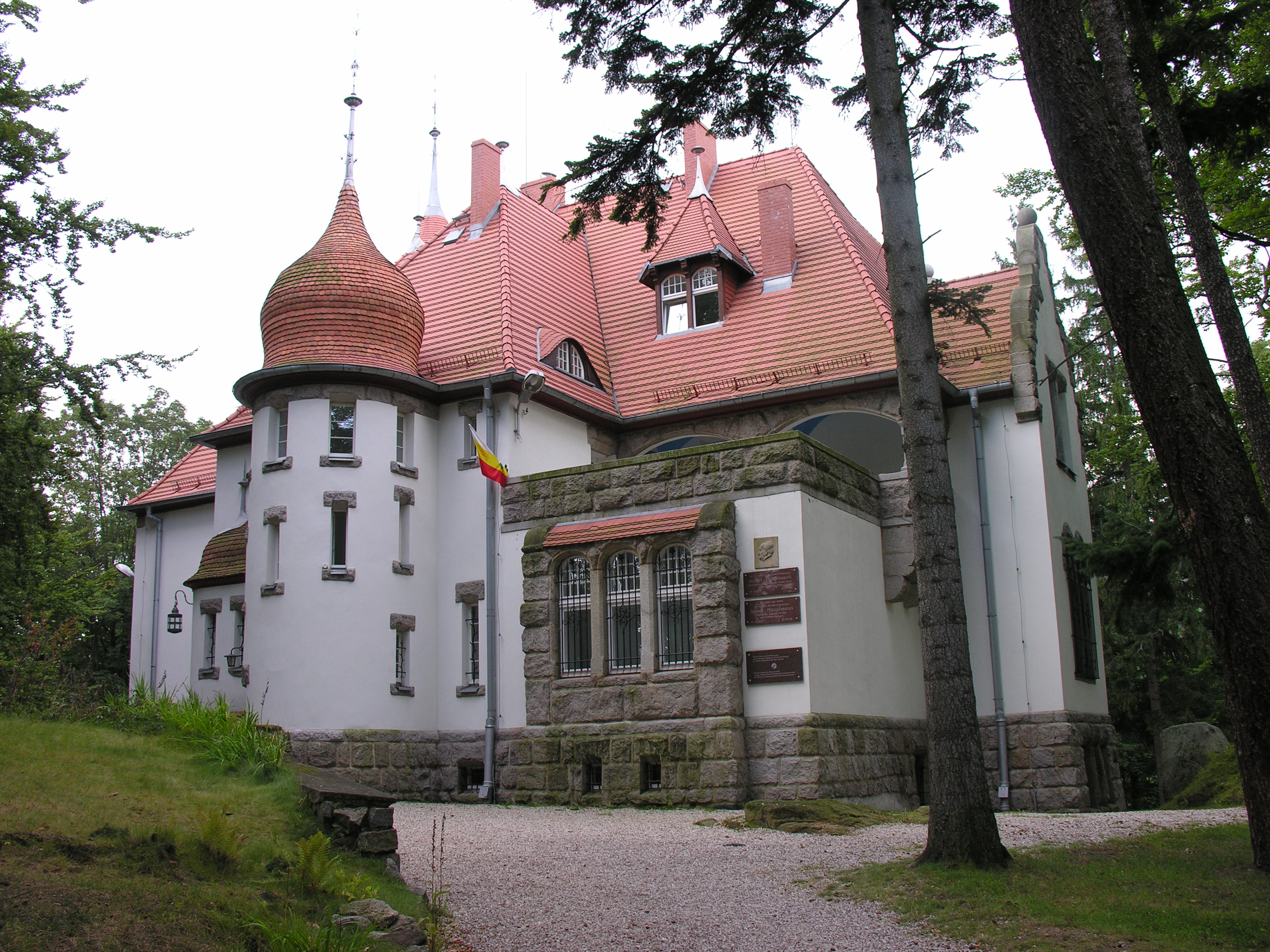
Haus Wiesenstein, Wohnhaus von Gerhart Hauptmann (Dom Gerharta Hauptmanna)

Jagniątków [jagˈɲɔntkuf] (deutsch Agnetendorf, polnisch 1945/46 zunächst Agnieszków) ist ein Stadtteil der kreisfreien Stadt Jelenia Góra (Hirschberg im Riesengebirge) in der Woiwodschaft Niederschlesien (Polen).

## Geographie
Jagniątków liegt im schlesischen Teil des Riesengebirges. Südlich von Jagniątków befindet sich die Agnetendorfer Schneegrube (polnisch Czarny Kocioł Jagniątkowski), ein Gletscherkar nahe der polnisch-tschechischen Grenze.

## Geschichte
Das Dorf wurde nach 1621 von böhmischen protestantischen Exulanten gegründet und nach Barbara Agnes von Schaffgotsch, der Ehefrau des Grundbesitzers Hans Ulrich von Schaffgotsch benannt.
Bekannt ist Agnetendorf vor allem durch das Haus Wiesenstein. Der Dichter und Nobelpreisträger Gerhart Hauptmann ließ sich hier im Jahr 1900 durch den Berliner Architekten Hans Grisebach ein Gutshaus erbauen, das in seinem Äußeren eher an eine kleine Burg erinnert, in seinem Inneren jedoch im Jugendstil ausgebaut war. 1901 bezog Hauptmann das Haus Wiesenstein. Vollendet wurde die Ausstattung aber erst 1922 durch die Wandgemälde von Johannes Maximilian Avenarius und Ernst Paul Weise in einer Halle des Hauses. Haus Wiesenstein war zugleich Hauptmanns Arbeitsstätte und ein beliebter Treffpunkt Kunstschaffender. Auch Artur Ressel lebte in Agnetendorf (Haus Nr. 126).
Am Ende des Zweiten Weltkriegs eroberte die Rote Armee Agnetendorf. Der Ort kam unter die Verwaltung der Volksrepublik Polen. Sie benannte den Ort in „Agnieszków“ um, vertrieb die Einwohner und besiedelte ihn mit Polen. Ein sowjetischer Schutzbrief gestattete dem greisen und kranken Gerhart Hauptmann und seinem Anhang weiterhin im Haus Wiesenstein zu leben. Nach Hauptmanns Tod am 6. Juni 1946 wurde sein Sarg mit einem Sonderzug in die sowjetische Besatzungszone überführt und in Kloster auf Hiddensee beigesetzt. Im Sonderzug reiste auch Charlotte E. Pauly nach Deutschland. Sie hatte 1933 ihren Wohnsitz nach Agnetendorf verlegt und sich mit dem Ehepaar Hauptmann angefreundet. Das Haus Wiesenstein wurde zum Kinderheim.
Der deutsche Bundeskanzler Helmut Kohl und der polnische Ministerpräsident Tadeusz Mazowiecki vereinbarten 1989 die Errichtung einer von beiden Seiten gemeinsam finanzierten Gerhart-Hauptmann-Gedenkstätte in Schlesien. Im Jahr 1999 begann die Umsetzung dieses Gedankens mit der Sanierung des Hauses Wiesenstein, wo im August 2001 das Städtische Museum „Gerhart-Hauptmann-Haus“ das sich in Trägerschaft der Stadt Jelenia Góra befindet, eröffnet werden konnte. Die Zeit Hauptmanns in Agnetendorf ist Gegenstand des Romans "Wiesenstein" von Hans Pleschinski.